# 久世広周
久世 広周（くぜ ひろちか）は、江戸時代末期の大名。下総国関宿藩主。関宿藩久世家7代。

## 生涯
旗本・大草高好の次男として生まれる。文政13年（1830年）10月12日、関宿藩主久世広運の末期養子として家督を継いだ。天保3年（1832年）10月1日、11代将軍徳川家斉に拝謁する。
嘉永4年（1851年）、老中として阿部正弘らと共に諸外国との折衝に当たったが、安政の大獄での一橋派による江戸城不時登城に対する井伊直弼の強圧的な処罰方針に閣老中ただひとり反対するなどしたため、直弼の怒りを買って罷免される。
万延元年（1860年）、桜田門外の変で直弼が暗殺された後、老中安藤信正の推挙を受けて再度老中に就任、信正と共に公武合体政策を推進した。政情不安が進む政局の安定化に努める一方で、長州藩の長井雅楽による「航海遠略策」の支援なども行なった。しかし文久2年（1862年）、安藤が坂下門外の変を機に老中を罷免されるや、その連座および安政の大獄時に閣老の一人であったにもかかわらず、井伊直弼の暴挙を止められなかったこと、また公武合体（または外交方針である航海遠略策）の失敗などの責任を問われ、老中を罷免されて失脚した。元治元年（1864年）、失意のうちに死去した。享年46。

## 官歴
※日付は旧暦
- 文政13年（1830年）10月、家督相続。
- 天保4年（1833年）12月16日、従五位下隠岐守に叙位。
- 天保8年（1838年）11月6日、大和守に転任。
- 天保9年（1838年）8月15日、奏者番に補任。
- 天保14年（1843年）
  - 10月8日、寺社奉行兼帯。
  - 12月23日、出雲守に遷任（12月22日、老中格に堀大和守親寚が補任されたため遷任）。
- 嘉永元年（1848年）
  - 10月18日、西丸老中。大和守に還任（弘化2年に既に堀大和守親寚が老中を御役御免されていたため、西丸老中への異動を契機に大和守に還任）。
  - 12月15日、従四位下に昇叙。大和守如元。
- 嘉永2年（1849年）2月15日、侍従に遷任し、大和守の兼任如元。
- 嘉永4年（1851年）12月21日、老中。
- 安政4年（1857年）7月4日、勝手掛兼務。
- 安政5年（1858年）10月26日、外国御用取扱兼務。翌日、老中辞職。
- 万延元年（1860年）
  - 閏3月1日、老中に復職。
  - 閏3月9日、勝手入用掛兼務。
  - 4月28日、老中首座。
  - 12月1日、外国御用取扱兼務。
- 文久2年（1862年）
  - 5月26日、勝手掛および外国御用取扱御役御免。
  - 6月2日、老中御役御免。
  - 8月16日、1万石召し上げ。隠居。
  - 11月20日、永蟄居。

※参考資料：大日本近世史料「柳営補任」、「内閣文庫蔵・諸侯年表」東京堂出版、続日本史籍叢書「増補幕末明治重職補任・附諸藩一覧」東京大学出版会など。

## 系譜
父母
- 大草高好（実父）
- 久世広運（養父）

正室
- 阿部正精の娘

子女
- 久世広文（長男）
- 久世広業（次男）
- 久世広充
- 桜井供義室

## 登場作品
テレビドラマ
- 『江戸を斬る』第3部（1977年、TBS 演：菅貫太郎）

- 『花の生涯』（1963年、NHK大河ドラマ　演：楠義孝）

- 『篤姫』（2008年、NHK大河ドラマ　演：志賀廣太郎）